# 맨스에비뉴
맨스에비뉴(Man's Avenue)는 대한민국의 남성 그룹이다.

## 음악 작품

### 싱글
- "아픈 이름" (2015)
- "그날의 내가" (2016)
- "멀어진 우리" (2017)

### 참가 음반
- "다시 와주라" (2016, 보컬전쟁 - 신의 목소리 Part.13)
- "그날의 내가 (OST Ver.)" (2016, 아버님 제가 모실게요 OST Part.5)